# 包晗
包晗（1990年11月22日—），英文名Eric east，美籍華人男同性戀色情片演員，身高178cm、體重75kg。他演出过的男同性戀色情片早期在網路上小有人氣，直到中國大陸國籍的身份被曝光，於是在華人同志圈內爆紅。
曾就讀於上海外國語大學法語專業，後隻身前往美國加州大學洛杉磯分校求學。之後被男同性戀色情片公司Peter Fever簽為旗下演員。
在香港知名導演雲翔的電影《三十立》中當演出演員，這是他首度接觸的大銀幕之作，他曾說過一直把自己的身體當成一件「商品」，能成為一名真正的電影演員是他的夢想。

## 電影作品
- 2016年－ 《三十立》（導演雲翔）

## 外部鏈結
- 搜狐新聞：「晗」住他「包」緊他 | 包晗來了
- 蘋果日報：Eric East包晗三點全露！強國猛男拍G片暴紅《三十兒立》逞肉慾 （页面存档备份，存于）
- 包晗的新浪微博
- 包晗的Instagram帳戶